# Chicago Freedom Movement
Il Chicago Freedom Movement, noto anche come Chicago Open Housing Movement, fu guidato da Martin Luther King, James Bevel e Al Raby.

## Il movimento
Sostenuto dal Coordinating Council of Community Organizations (CCCO) con sede a Chicago e dalla Southern Christian Leadership Conference (SCLC), il movimento includeva una grande manifestazione, marce e richieste alla città di Chicago. Queste richieste specifiche includevano un'istruzione di qualità, i trasporti e l'accesso al lavoro, il reddito e l'occupazione, la salute, la generazione di ricchezza, la criminalità e il sistema di giustizia penale, lo sviluppo della comunità, i diritti degli inquilini e la qualità della vita. L'Operation Breadbasket, in parte guidata da Jesse Jackson, cercò di imbrigliare il potere dei consumatori afroamericani. 
Il Chicago Freedom Movement è stata la più ambiziosa campagna per i diritti civili degli afroamericani nel nord degli Stati Uniti, è durata dalla metà del 1965 all'agosto 1966, ed è in gran parte accreditata per aver ispirato il Civil Rights Act del 1968.
Il Chicago Freedom Movement rappresentava l'alleanza della Southern Christian Leadership Conference (SCLC), dell'American Friends Service Committee (AFSC) e del Coordinating Council of Community Organizations (CCCO). SCLC era alla ricerca di un sito per dimostrare che la nonviolenza e l'azione diretta nonviolenta potevano portare a un cambiamento sociale al di fuori del Sud. Il CCCO aveva sfruttato la rabbia per la disuguaglianza razziale, specialmente nelle scuole pubbliche, nella città di Chicago per costruire il movimento locale per i diritti civili nel Nord. L'attivismo del CCCO ha portato SCLC a Chicago, così come il lavoro di Kale Williams, Bernard Lafayette, David Jehnsen e altri, a causa della decisione del Direttore dell'Azione Diretta del SCLC, James Bevel, di venire a Chicago per lavorare con il progetto AFSC nel West Side della città (la seconda scelta della SCLS era stata Washington DC).

## Le richieste
Il 10 luglio 1966, King mise una lista di richieste sulla porta del municipio di Chicago per ottenere influenza sui leader della città.
Consigli e mediatori immobiliari
1. Dichiarazioni pubbliche secondo cui tutte le inserzioni saranno disponibili su base non discriminatoria.

Banche e istituti di risparmio
1. Dichiarazioni pubbliche di una politica ipotecaria non discriminatoria in modo che i prestiti siano disponibili per qualsiasi mutuatario qualificato, indipendentemente dalla composizione razziale dell'area.

Sindaco e consiglio comunale
1. Pubblicazione dei conteggi dei bianchi, dei neri e dei latinoamericani per tutti i dipartimenti della città e per tutte le aziende da cui vengono effettuati acquisti in città.
2. Revoca dei contratti con le imprese che non hanno una pratica di lavoro equo su larga scala.
3. Creazione di un comitato di revisione dei cittadini per le lamentele contro la brutalità della polizia, i falsi arresti e sequestri.
4. Ordinanza che dà accesso immediato ai nomi dei proprietari e degli investitori per tutte le proprietà delle baraccopoli.
5. Un programma di aumento della raccolta dei rifiuti, della pulizia delle strade e dei servizi di ispezione degli edifici nelle proprietà delle baraccopoli.

Partiti politici
1. Il requisito che i capitani di distretto siano residenti nei loro distretti.

Chicago Housing Authority e Chicago Dwelling Association
1. Programma per riabilitare le attuali case popolari, compresi gli elementi come le lobby chiuse, i servizi igienici nelle aree ricreative, l'aumento della protezione della polizia e i centri di assistenza all'infanzia ogni terzo piano.
2. Programma per aumentare notevolmente l'offerta di alloggi a basso costo per le famiglie a basso e medio reddito.

Azienda
1. Rendere pubblici i numeri di base, tra cui bianchi, neri e latinoamericani, per inquadramento professionale e livello di reddito.
2. Misure razziali per l'aggiornamento e l'integrazione di tutti i dipartimenti, di tutti i livelli di occupazione.

## Fair Housing Act del 1968
Il Fair Housing Act del 1968 approvato dal Congresso fu il risultato diretto del movimento per l'edilizia aperta di Chicago del 1966 e dell'assassinio di Martin Luther King.